# シドニー・ブラックマー
シドニー・ブラックマー（Sidney Blackmer、1895年7月13日 - 1973年10月6日）は、アメリカ合衆国の俳優。

## 出演作品
- 遺産相続人
- ローズマリーの赤ちゃん（ローマン・カスタベット）
- 女房の殺し方教えます
- 条理ある疑いの彼方に（オースティン・スペンサーマー）
- 上流社会
- さらばポンペイ
- 紅の翼
- ジョニイ・ダーク
- サンフランシスコ物語
- うわさの名医
- ヒット・パレード
- 白昼の決闘
- ウィルソン
- 西部の王者
- 硝煙の新天地
- 我が心の歌
- 美しき生涯
- 貿易風
- スエズ
- ハイデイ
- 最後のギャング
- 豪雄西部男
- 医者の日記
- シカゴ
- 花婿は漫遊病
- フロリダ超特急
- 女の罠
- 小聯隊長
- 薔薇色遊覧船
- 巌窟王
- 世界大洪水
- 競馬天国
- 女はコリゴリ
- 恩讐
- キスメット
- 猟奇ホテル
- 犯罪王リコ
- ポーリンの危難